# Surviving the World
Surviving the World (STW) är en dagligen uppdaterad humorblogg som skapades den 31 maj 2008. Författare är forskningsassistent Dante J.T. Shepherd och sidan uppkom i samband med att han verkade vid Fred Paulson Institute. Upplägget på bloggen är att Sheperd skriver en text eller gör en illustration på sin svarta tavla och låter sig sedan fotograferas tillsammans med tavlan. Egna kommentarer, funderingar och länkar finns normalt i direkt anslutning bilden.

## Recensioner och intervjuer
- Fandomania Interview
- The Frederick News-Post Review
- Comic Related Interview

### Fotnoter
1. ↑  Surviving The World: FAQ
2. ↑  Surviving The World: Faculty